# TT18
| G29 | k | i |

| G29 | k | i |

TT18 (Theban Tomb 18) è la sigla che identifica una delle Tombe dei Nobili ubicate nell’area della cosiddetta Necropoli Tebana, sulla sponda occidentale del Nilo dinanzi alla città di Luxor, in Egitto. Destinata a sepolture di nobili e funzionari connessi alle case regnanti, specie del Nuovo Regno, l'area venne sfruttata, come necropoli, fin dall'Antico Regno e, successivamente, sino al periodo Saitico (con la XXVI dinastia) e Tolemaico.

## Titolare
TT18 Era la tomba di:
| Titolare | Titolo                         | Necropoli       | Dinastia/Periodo                      | Note                                                                         |
| -------- | ------------------------------ | --------------- | ------------------------------------- | ---------------------------------------------------------------------------- |
| Baki     | Capo pesatore dell'oro di Amon | Dra Abu el-Naga | XVIII dinastia (Thutmosi III o prima) | ai piedi della collina settentrionale, a sud della strada per Biban el-Moluk |

## Biografia
Baki fu "Capo di coloro che pesano l'argento e l'oro nel dominio di Amon"; il padre, di cui non viene precisato il nome, fu Scriba contabile del bestiame della regina Ahmose Nefertari. Mosi è il nome di sua moglie.

## La tomba
TT18 si sviluppa con un corridoio d'ingresso cui segue una camera trasversale; da questa un secondo corridoio dà accesso a una camera trasversale decorata con rappresentazioni di un banchetto della famiglia con offerte a Baki. Altri dipinti parietali rappresentano Baki e la sua famiglia a pesca e a caccia di uccelli nonché scene di offertorio al defunto e del defunto ai propri genitori; in altre scene, il defunto in offertorio al dio Anubi e alla dea dell'Occidente (Hathor), il defunto e la sua famiglia a caccia e a pesca, il defunto e la moglie che verificano le operazioni di vendemmia (dalla raccolta dei grappoli all'immagazzinamento in giare). Un altro corridoio permette l'accesso a una camera su cui fondo si apre una nicchia.

### Annotazioni
1. ↑  La prima numerazione delle tombe, dalla numero 1 alla 253, risale al 1913 con l’edizione del "Topographical Catalogue of the Private Tombs of Thebes" di Alan Gardiner e Arthur Weigall. Le tombe erano numerate in ordine di scoperta e non geografico; ugualmente in ordine cronologico di scoperta sono le tombe dalla 253 in poi.
2. ↑  I campi della Duat, ovvero l'aldilà egizio, si trovavano, secondo le credenze, proprio sulla riva occidentale del grande fiume.
3. ↑  Nella sua epoca di utilizzo, l'area era nota come "Quella di fronte al suo Signore" (con riferimento alla riva orientale, dove si trovavano le strutture dei Palazzi di residenza dei re e i templi dei principali dei) o, più semplicemente, "Occidente di Tebe".
4. ↑  le Tombe dei Nobili, benché raggruppate in un'unica area, sono di fatto distribuite su più necropoli distinte.
5. ↑  Le note, sovente di inquadramento topografico della tomba, sono tratte dal "Topographical Catalogue" di Gardiner e Weigall, ed. 1913 e fanno perciò riferimento alla situazione dell'epoca.

### Fonti
1. 1 2 3  Porter e Moss 1927,  p. 32.
2. ↑  Gardiner e Weigall 1913.
3. ↑  Donadoni 1999,  p. 115.